# Josip Zatela
Josip Zatela, né en 1949 à Pula (ex-Yougoslavie) aujourd'hui Croatie est un joueur et entraineur de football.

## Biographie
Professionnel en Division 2 à l'AS Cannes (1969-1970) puis à La Ciotat (1970-1973), il évolua au milieu de terrain, doté d'un pied droit et d'un bon pied gauche; il fut un redoutable tireur de coup de franc, technicien hors pair du football slovène et croate.
Il termina sa carrière de footballeur à l'AS Gien (1974-1977) dans le Loiret alors en troisième division nationale.
Il joua aussi à l'AS Decize et à Cosne-sur-Loire dans la Nièvre, puis entama une carrière d'entraineur à Cosne-sur-Loire, AS Gien (1989-2001), Sully-sur-Loire (????-2009), La Charité-sur-Loire (2009-2016) puis l'US Dampierre-en-Burly (depuis 2016).